# Dzierżązna (województwo łódzkie)
Dzierżązna – wieś w Polsce położona w województwie łódzkim, w powiecie zgierskim, w gminie Zgierz, nad rzeką Dzierżązną, dopływem Czarnawki.
W latach 1975–1998 miejscowość administracyjnie należała do ówczesnego województwa łódzkiego.
W Dzierżąznej odbyły się trzy edycje Futrzakonu – pierwszego polskiego konwentu futrzaków.

## Historia
Przed wybuchem II wojny światowej folwark w Dzierżąznej miał dwóch właścicieli: łódzkiego adwokata – Bolesława Duszyńskiego (50%) i Felicję Pawełczyńską (50%). Wcześniej, około 1930 roku, właścicielem 30 morgowej działki, wydzielonej z tegoż folwarku, stał się inny łódzki adwokat – Bolesław Słomnicki vel Adam Słomiński. Tenże wybudował na niej dom wzorowany na pałacyku Józefa Piłsudskiego w Sulejówku. W pierwszych miesiącach okupacji niemieckiej oboje właściciele folwarku zostali z niego wysiedleni i wywłaszczeni, a obie jego części ponownie połączone. Majątek Słomnickiego objął miejscowy volksdeutsch – Alfred Krinke. Do końca 1942 roku folwark miał trzech administratorów, kiedy to przejęła go łódzka policja, z przeznaczeniem na filię powstającego w Łodzi obozu dla małoletnich Polaków.

### Filia obozu dla małoletnich Polaków w Łodzi

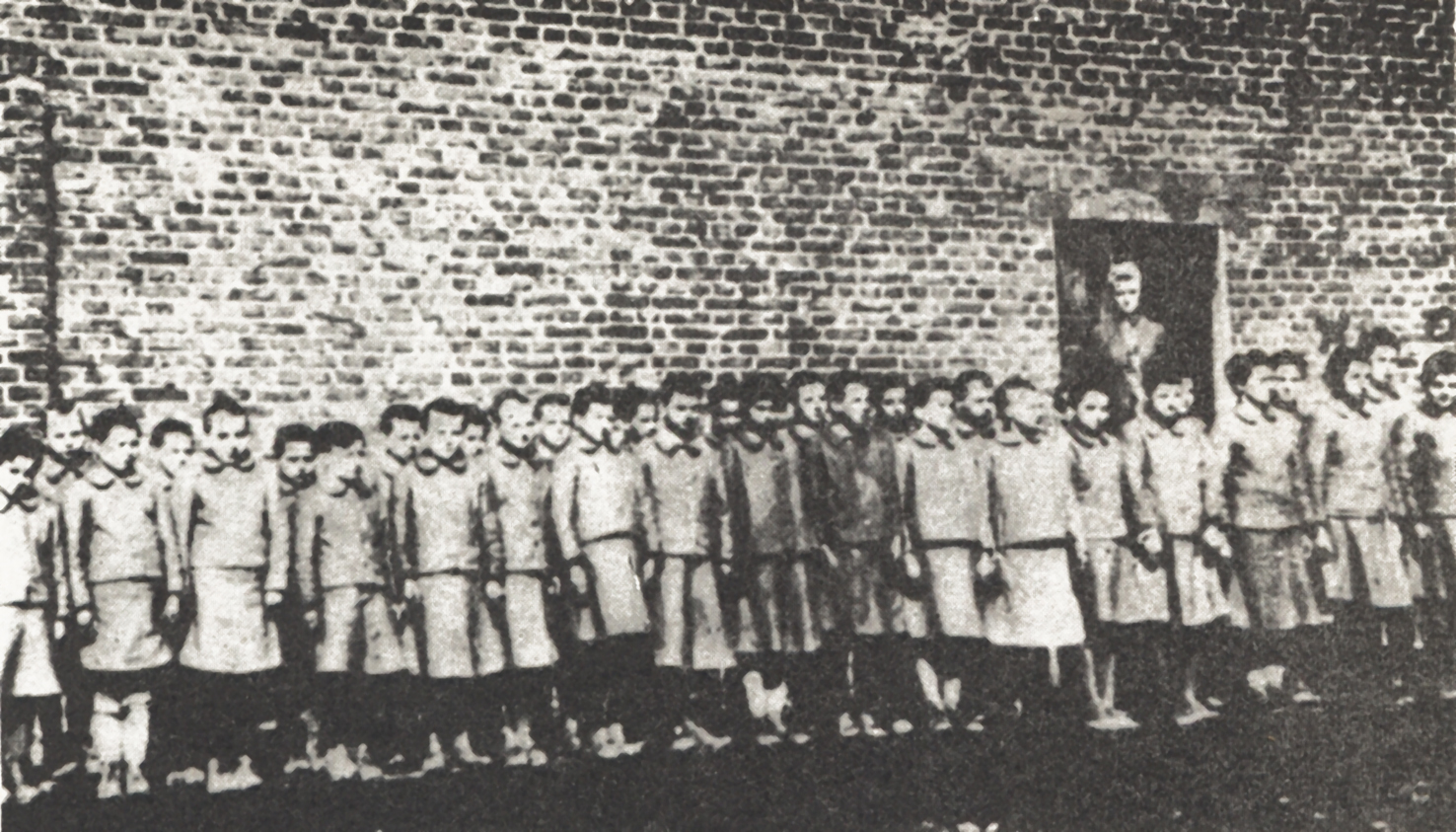

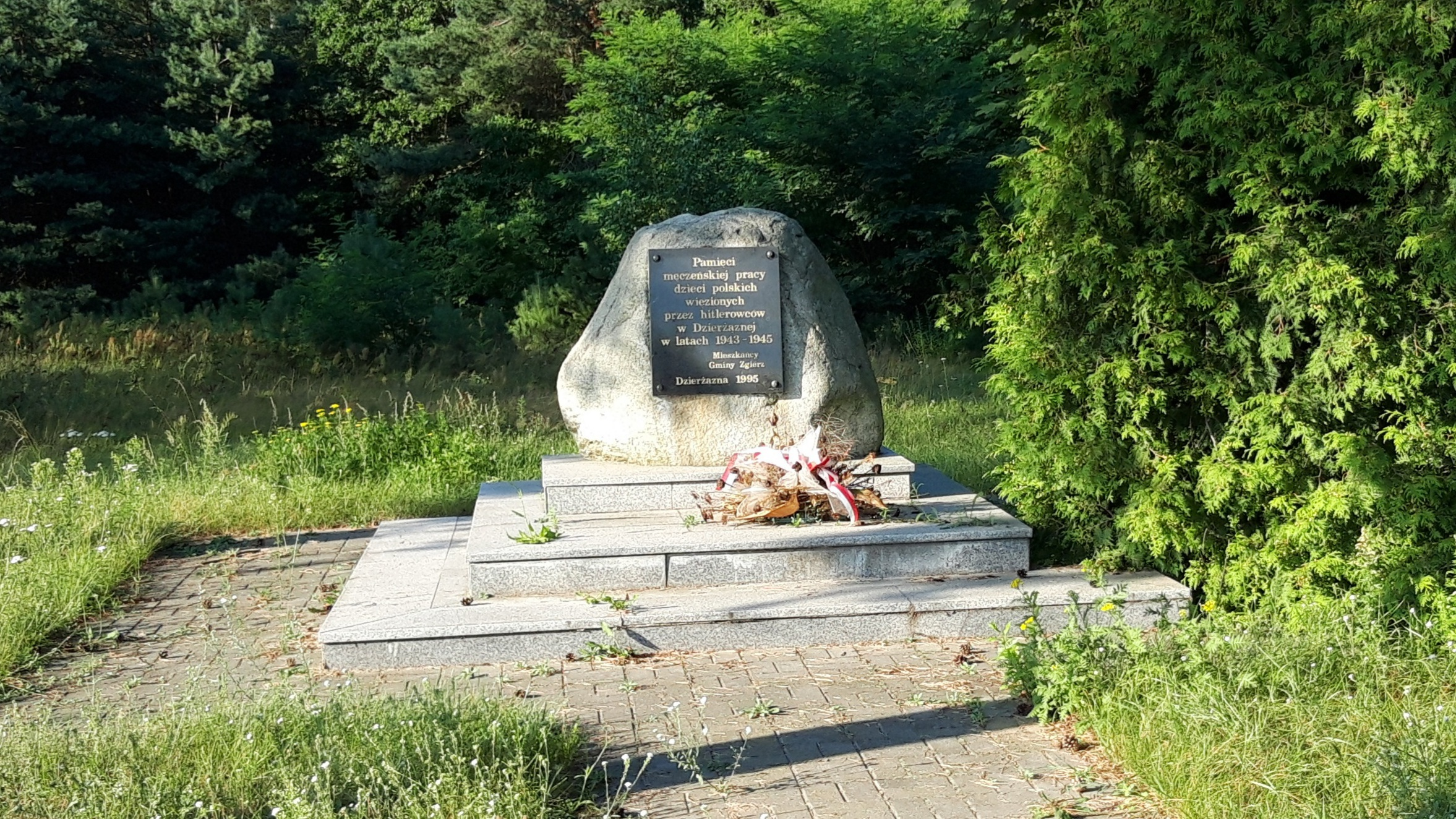
Upamiętnienie dzieci więzionych przez Niemców w obozie w Dzierżąznej

Od stycznia 1943 do ok. 18 stycznia 1945 funkcjonowała w miejscowym majątku rolnym filia łódzkiego obozu dla młodocianych Polaków (Polen-Jugendverwahrlager der Sicherheitspolizei in Litzmannstadt), w której pracowały dziewczęta od 14 do 16 roku życia. Zadaniem filii było przyuczenie więźniarek do pracy na roli w niemieckich gospodarstwach (do których miały być wysyłane po ukończeniu 16 roku życia) oraz zapewnienie dostaw żywnościowych do macierzystego obozu. Warunki bytowania w filii były lepsze niż łódzkim obozie. Nie odnotowano tu szczególnych przypadków znęcania się nad więźniarkami oraz śmierci.

## Zabytki
- park dworski z pocz. XX w. (rejestr zabytków nr A/290 z 20 grudnia 1983)[5] z wybudowaną we wrześniu 2019 tężnią solankową [6]